# تلمبه شهید رجایی (شهربابک)
تلمبه شهید رجایی، یک آبادی از توابع بخش مرکزی، شهرستان شهربابک در استان کرمان ایران است.

## جمعیت
این آبادی در دهستان خورسند قرار دارد و براساس سرشماری مرکز آمار ایران در سال ۱۳۹۵، جمعیت آن ۷ نفر (۴ خانوار) بوده‌است.